# Oblasti u Kraljevini SHS
Oblast je bila upravna jedinica u Kraljevini SHS. 
Uvedene su Uredbom o podjeli zemlje na oblasti od 26. lipnja 1922. godine kojim je preustrojena Kraljevina SHS. Podijeljena je upravno na 33 oblasti. Postojale su do upravnog preustroja u banovine i proglašenja Kraljevine Jugoslavije Zakonom o nazivu i podjeli Kraljevine na upravna područja od 3. listopada 1929. godine.
Iz granica oblasti nazirale su se promjene predratnih granica. "Slovenske" oblasti dobile su neke čisto hrvatske krajeve, "bh." oblasti tvorile su oblik BiH kao u Titovoj Jugoslaviji - imala je izlaz na more kod Neuma i ne kod Sutorine što je imala u Austro-Ugarskoj. "Srbijanske" oblasti su se proširile u južnu Ugarsku, uključujući i Baranju koja je u Austro-Ugarskoj bila jedno vrijeme dio Trojedne Kraljevine Hrvatske, Slavonije i Dalmacije i nije bila dio iste županije kao i Bačka, te djelove sjeverne Kraljevine Crne Gore; "hrvatske" oblasti bile su tvorile oblik Trojednice, bez Zadra dodijeljenog Italiji, bez Baranje, Međimurja, Kastva itd.; "makedonske" oblasti bile su približne granicama Makedonije u Titovoj Jugoslaviji, "crnogorske" oblasti uglavnom su obuhvaćale granice predratne Kraljevine Crne Gore, bez sjevernih djelova, nešto veći istočni krak na Metohiji, s proširenjem na djelove Kraljevine Dalmacije (približno izborno područje Kotor i Budva), koji se zadržao i u Titovoj Jugoslaviji.
Oblasti su nosile imena po sjedištima, rijekama ili po povijesnim pokrajinama. Oblasti u Kraljevini SHS bile su sljedeće:
| oblast      | sjedište   |
| ----------- | ---------- |
| Bačka       | Novi Sad   |
| Beogradska  | Beograd    |
| Bihaćka     | Bihać      |
| Bitoljska   | Bitola     |
| Bregalnička | Štip       |
| Dubrovačka  | Dubrovnik  |
| Kosovska    | Priština   |
| Kruševačka  | Kruševac   |
| Ljubljana   | Ljubljana  |
| Maribor     | Maribor    |
| Moravska    | Ćuprija    |
| Mostarska   | Mostar     |
| Niš         | Niš        |
| Osječka     | Osijek     |
| Požarevac   | Požarevac  |
| Karlovac    | Karlovac   |
| Podrinjska  | Šabac      |
| Podunavska  | Smederevo  |
| Raška       | Čačak      |
| Sarajevska  | Sarajevo   |
| Skopska     | Skoplje    |
| Splitska    | Split      |
| Srijemska   | Vukovar    |
| Šumadijska  | Kragujevac |
| Timočka     | Zaječar    |
| Travnička   | Travnik    |
| Tuzlanska   | Tuzla      |
| Užička      | Užice      |
| Valjevska   | Valjevo    |
| Vranjska    | Vranje     |
| Vrbaska     | Banja Luka |
| Zagrebačka  | Zagreb     |
| Zetska      | Cetinje    |

## Vanjske poveznice
- Zemljovid
- Zemljovid  Arhivirana inačica izvorne stranice od 9. travnja 2017. (Wayback Machine)
- (srp.) Zemljovid  Arhivirana inačica izvorne stranice od 14. srpnja 2014. (Wayback Machine)
- (srp.) Zemljovid